# マングローブ・キリフィッシュ
マングローブ・キリフィッシュ（Kryptolebias marmoratus、旧学名：Rivulus marmoratus）はリブリス科に属する卵生メダカの一種。本種は脊椎動物としては自家受精によって繁殖できることが知られる唯一の種である。
マングローブ・キリフィッシュの体長は多くの個体は1～3センチメートル程度であるが、約7.5センチメートルに達することもある。
マングローブ・キリフィッシュはアメリカフロリダ州から西インド諸島、中央アメリカ、ブラジルを南限とする南アメリカの大西洋沿岸に分布している。生存可能環境が塩分濃度0～6.8%および水温12～38℃と幅広く、主に汽水域や海水域に生息しているが、淡水域に生息する個体もいる。また、倒木などに移動することができ、空気中で約2か月間生存可能である。ヒルギダマシ（マングローブの一種）の自生地域に多く見られる。まれにブルーランドカニの巣穴に生息することもある。
全体として本種は広く分布しており、絶滅の危機には瀕していないが、 アメリカ合衆国においては、アメリカ国家海洋漁業局により保全上の懸念種に指定されている。

## 生態

### 陸上生活
マングローブ・キリフィッシュは、水から離れた状態で最大66日間連続して生存することができる。この期間、通常は倒木の内部に身を潜め、皮膚呼吸する。この魚は、昆虫が木の中に作った巣穴に入り込み、その間は縄張り意識や攻撃性を緩める。陸上にいる間はえらの構造を変化させ、水分や栄養素を保持できるようにし、窒素の老廃物は皮膚を通して排出する。水中に戻ると、これらの変化は元に戻る。陸上で跳ねる際には「尾部反転ジャンプ（tail flip）」と呼ばれる動作を行い、頭部を体の上から尾の方向へと跳ね上げる。この跳躍方法により、マングローブ・キリフィッシュは陸上でも進行方向を制御しながら比較的強い力で跳ねることができる。イギリス実験生物学会に所属する研究チームは、2013年にこの跳躍動作を記録した映像を公開している。

### 繁殖

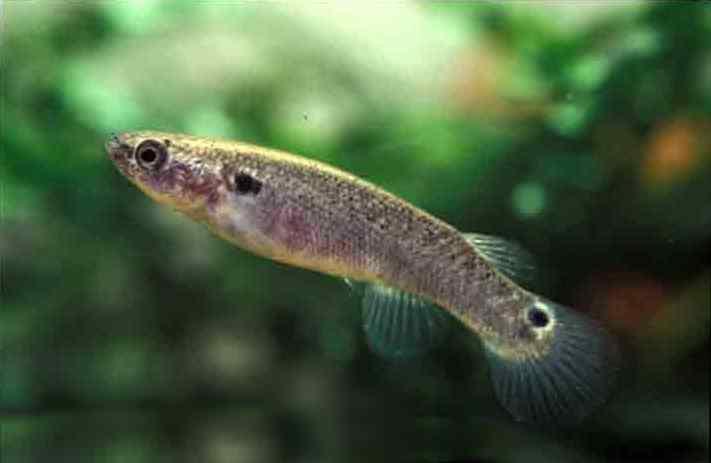
カリブ海のグアドループに住むマングローブ・キリフィッシュ

マングローブ・キリフィッシュの自然下での産卵はまだ観察例が無い。しかし、飼育下の研究では、卵は浅い水域に配置されることが示されており、ときには干潮時に一時的に陸上となる場所にも産みつけられることがある。卵は水から出ていても死なないが、孵化の準備が整った後も再び水中に浸かるまで孵化しない。
この種はほとんどが自家受精によって繁殖する雌雄同体である。ただし、オスも存在する。メス専門の個体はいない。自家受精で増やした個体の中にも時々オスが出現する。オスと「雌雄同体」との配偶行動は今まで観察されていないが、遺伝的な分析により交配が行われていることが確認されている。 オスと雌雄同体の割合は、環境によって変動することがある。例えば、寄生虫の個体数が増加した場合、オスに切り替わる個体が増加することがある。 フロリダ州では、ほとんどすべて（99%以上）がホモ接合型のクローンであるが、南アメリカおよび中央アメリカの分布域が広い地域ではオスが個体群の3～8％を占め、ベリーズの沖合の小島ではオスの割合が20～25％に達する。
マングローブ・キリフィッシュは、減数分裂によって卵子と精子を産生し、通常は自家受精によって繁殖する。 この魚の大半を占める雌雄同体個体は、多くの場合、自身の体内でつくられた卵子と精子を自己受精させる。 野生下では、この繁殖様式により、極めて遺伝的に均一な、事実上同一とみなせる個体群が形成されることがある。 この魚類における自家受精の能力は、少なくとも数十万年にわたって持続してきたとみられている。 自家受精は一般に近交弱勢を引き起こし、適応度が低くなる危険がある。一方で、各世代で確実に受精が起こるという「受精保証（繁殖保証）」という利点がある。 この魚の世代交代時にわざわざ減数分裂の過程があるのは、DNA損傷を効率的に修復するためと見られる。 この利点により、イソギンチャクのような無減数分裂型、あるいはアブラムシのような単為生殖といった進化を選ばなかったと考えられる。成魚は幼魚を共食いすることがあるが、それは遺伝的に無関係な子に限られる。

## エピジェネティクス研究
マングローブ・キリフィッシュは自家受精によって同じ遺伝子の子孫を生むため、遺伝学の研究、特にエピジェネティクス、つまり遺伝子発現を制御する仕組みの研究によく用いられる
DNAメチル化によるエピジェネティックな変化が研究されており、成体および発生段階において、CpG部位における特有のメチル化パターンが認められている。

## 保全状況
マングローブ・キリフィッシュは広く分布しており、絶滅の危険性はないとされている。しかし、アメリカ海洋漁業局は絶滅懸念種として分類している。国際自然保護連合（IUCN）は低危険種と評価されている。
フロリダ州では以前は特別懸念種に指定されていたが、現在はリストから除外されている。かつてのフロリダでは稀少種と考えられていたが、調査によりこの州では局所的に普通に見られ、フロリダキーズ（列島）では豊富であることが判明した。マングローブ・キリフィッシュは汽水域環境におけるバイオインジケーター種として使える可能性が示唆されている。